# Торуп (замок)
Телеборг (швед. Torups slott) — средневековый замок в коммуне Сведала, лене Сконе, в историческом регионе Гёталанд, Швеция. Является одним из наиболее хорошо сохранившихся замков XVI века на юге страны. По своему типу относится к замкам на воде.

## История

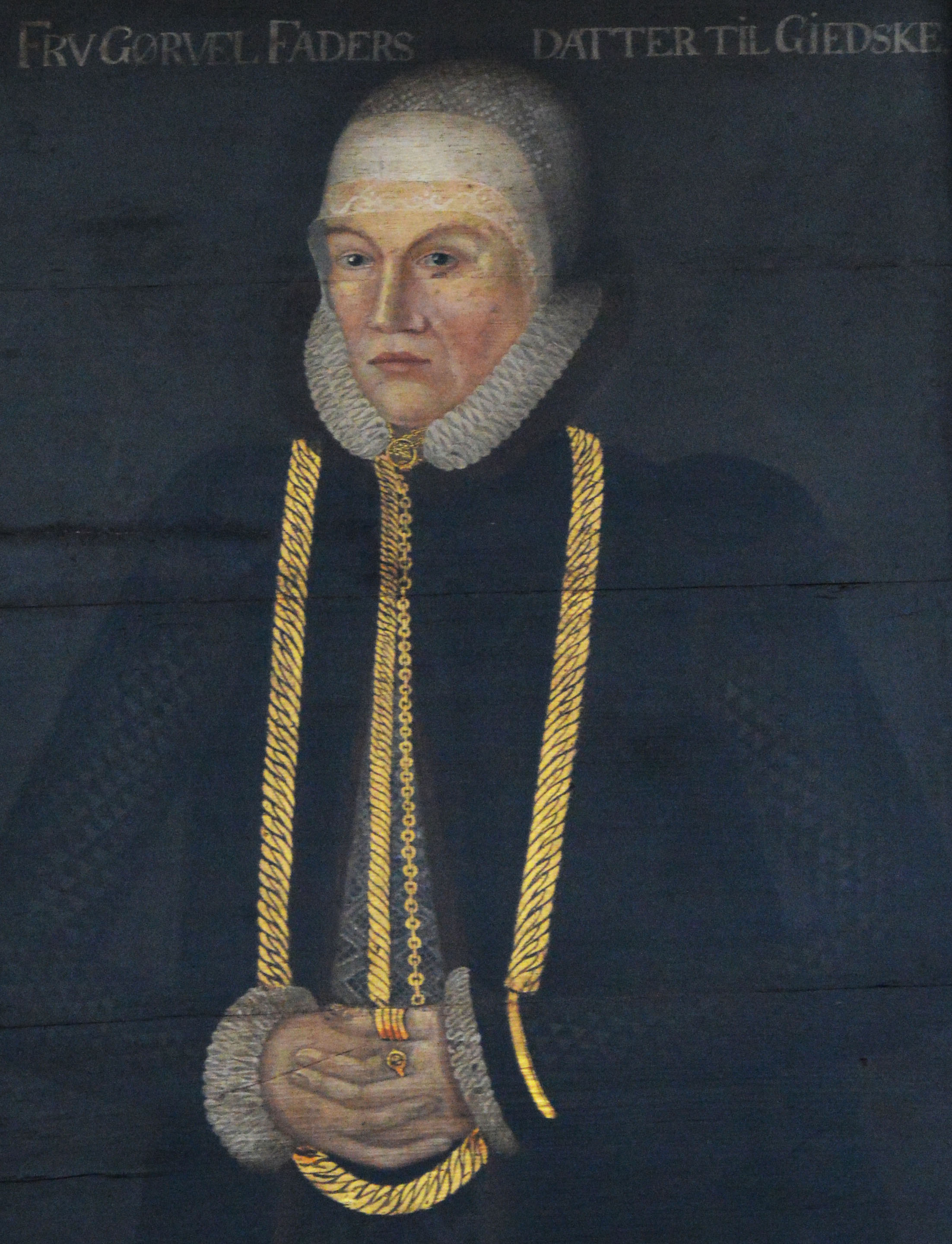
Гёрвель Фадерсдоттер

### Ранний период
Укреплённую усадьбу, которая стала основой современного замка, решила построить для своего сына Гёрвель Фадерсдоттер (Спарре), вдова аристократа Труида Грегерсена Ульфштанда. В те времена южная часть Швеции принадлежала Датскому королевству. Постоянные военные конфликты между Стокгольмом и Копенгагеном вынуждали крупных землевладельцев строить неприступные крепости. Одной из них и стал Торуп.
Позднее Фадерстоттер снова сумела выйти замуж (уже в третий раз). Её супругом стал влиятельный датский сановник и представитель высшей знати Лаве Браге (1500–1567). Благодаря богатству его рода замок был значительно расширен и превратился в крупную жилую резиденцию. Через цепочку наследований Торуп в конце концов стал собственностью датского дворянского рода Груббе. Представители этой семьи также не жалели средств на реновацию и украшение замка.

### XVII—XVIII века

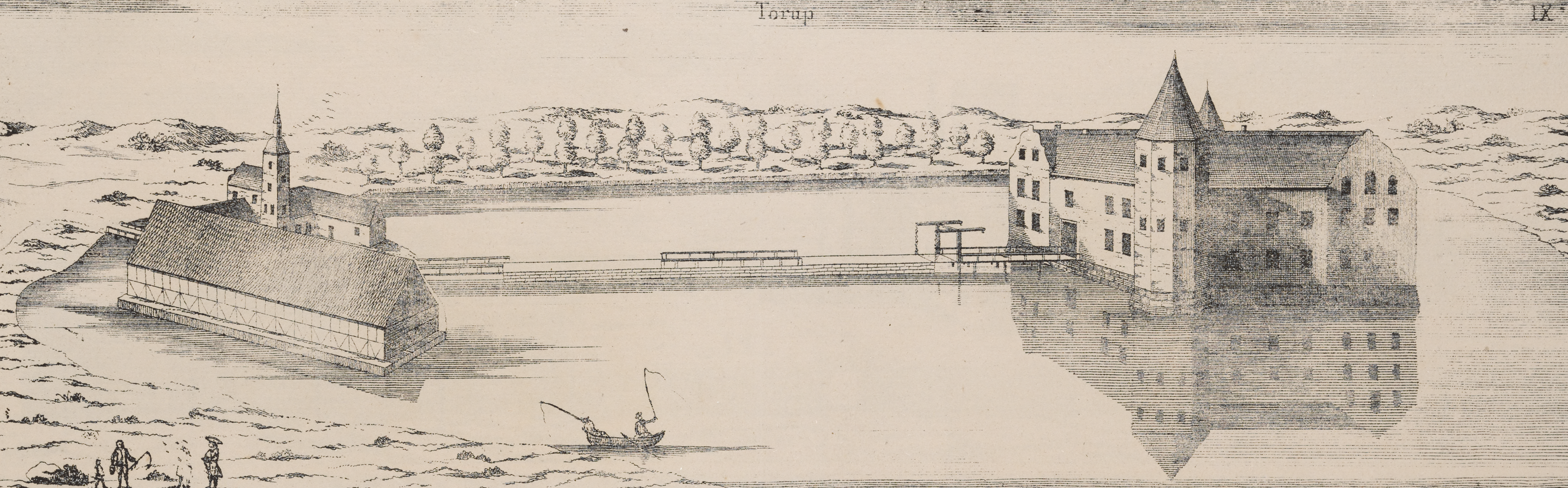
Замок на рисунке 1680 года

Во времена максимального влияния Сиверта Груббе (1566-1636) замок Торуп часто посещал датский король Кристиан IV (1577-1648). Он очень полюбил эту резиденцию. Фактически замок стал королевским владением. Монарх тратил крупные суммы на реконструкцию здания и обустройство окружающих территорий. По просьбе своей возлюбленной (и морганатической супруги) графини Мунк, Кирстен приказал своим солдатам провести масштабные ирригационные работы, которые серьёзно изменили водный ландшафт вокруг комплекса. Причём работы по углублению водоёмов, созданию каналов и дамб, а также по укреплению берегов, продолжались до 1775 года.
По Роскильскому мирному договору, который в 1658 году заключили после очередной войны Стокгольм и Копенгаген, область Сконе оказалась в составе Швеции. Причём в ходе боевых действий Торуп практически не пострадал. Однако вопрос о том, кто отныне является его владельцем, оказался сложным.
Ещё 1647 году замок купил член Тайного совета Датского королевства Корфиц Ульфельдт (1606-1664), который был женат на принцессе Леоноре Кристине. Однако в ходе судебных процессов в 1660-м Торуп перешёл под контроль шведской короны. Лишь в 1735 году Йохум Бек, внук Ульфельдта, сумел вернуть в собственность семьи родовое владение.
21 мая 1775 года в замке Торупа произошел трагический случай. Корнет Фредрих Тролле (Trollenäs gård) вместе со своей тётушкой Фредрикой Харменс и сёстрами, Бритой Софией Тролле и Элизабет Августой Тролле, решил отправиться на лодке на прогулку по окружающему замок озеру. Однако по какой-то причине лодка перевернулась. Все четверо оказались в воде. Причём никто из них не умел плавать. Выручать тонущих дворян немедленно бросились слуги, находившиеся на берегу. Однако их помощь не пригодилась. Несмотря на то, что всех вытащили на берег и попытались реанимировать, спасти несчастных не удалось. Инцидент получил в то время широкую известность.

### XIX век

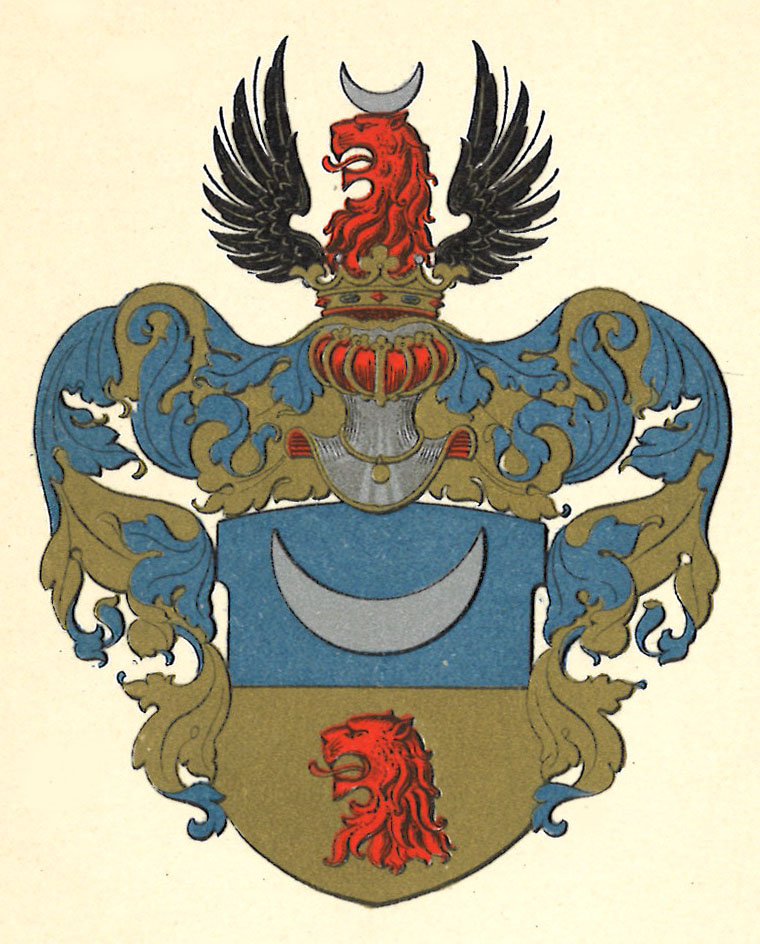
Родовой герб семьи Коайе

В 1811 году толпа из примерно тысячи озлобленных батраков собралась у замка Торуп. Они хотели выразить своё несогласие с тем, что наследником шведского престола из-за бездетности Карла XIII под именем Карла XIV Юхана объявили французского маршала Жан-Бати́ст Жюль Бернадот. Причиной бунта стали сведения о введении в стране обязательной воинской повинности. Бунтовщики перешли от мирного протеста к активным действиям. Комплекс усадебных зданий оказался частично разрушен. В итоге власти приняли решение о жёстком подавлении восстания, не желая, чтобы беспорядки переросли в драматические события наподобие тех, что случились примерно в то же время в окрестностях поселения Клогеруп.
Вскоре замок перешёл в собственность семьи Штернблад. А в 1812 году придворный маршал Густав Юлиус Коайе (1775-1862, из влиятельного дворянского рода Коайе) начал работы по восстановлению полуразрушенного замка.

### XX век

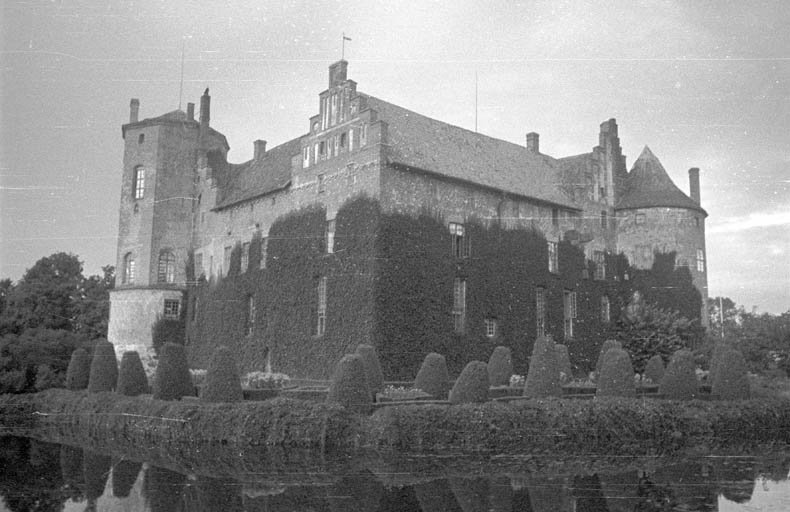
Замок на фотографии 1933 года

До 1924 года замок и окружающие его земли принадлежали гофмаршалу Гёста Коайе (1854-1924). После его смерти права собственности перешли к супруге, баронессе Генриетте. Она оставалась единоличной владелицей до своей кончины в 1941 году. В 1920-е годы Торуп неоднократно посещала подруга хозяйки — знаменитая шведская писательница Сельма Лагерлёф.
После смерти Генриетты Коайе хозяйкой замка Торупа стала её дочь Амели. Она, в свою очередь, была замужем за Отто фон Лейтнером. Сын от этого брака Эрнст Густав в 1956 году унаследовал поместье и все постройки. После его смерти Торуп в 1970 году был продан в собственность городу Мальмё.

### XXI век
По достигнутой договорённости, наследники фон Лейтнера продолжали проживать в замке до 2012 года. При этом согласно договору с муниципальными властями они могли сохранять за собой эту возможность до 2035 года. Но в итоге решили заранее отказаться от своих прав.

## Современное использование
В настоящее время замок используется для проведения выставок, концертов и фестивалей. Внутри действует экспозиция, которая рассказывает об истории комплекса и окружающих его земель. Групповые экскурсии проводятся по предварительному заказу. Также возможно проведение культурно-массовых мероприятий на 400-600 участников.
Парк объявлен общественным достоянием. Он открыт для свободного посещения в любое время года. Однако пройти внутрь замка Торуп без предварительной записи невозможно.

## Описание

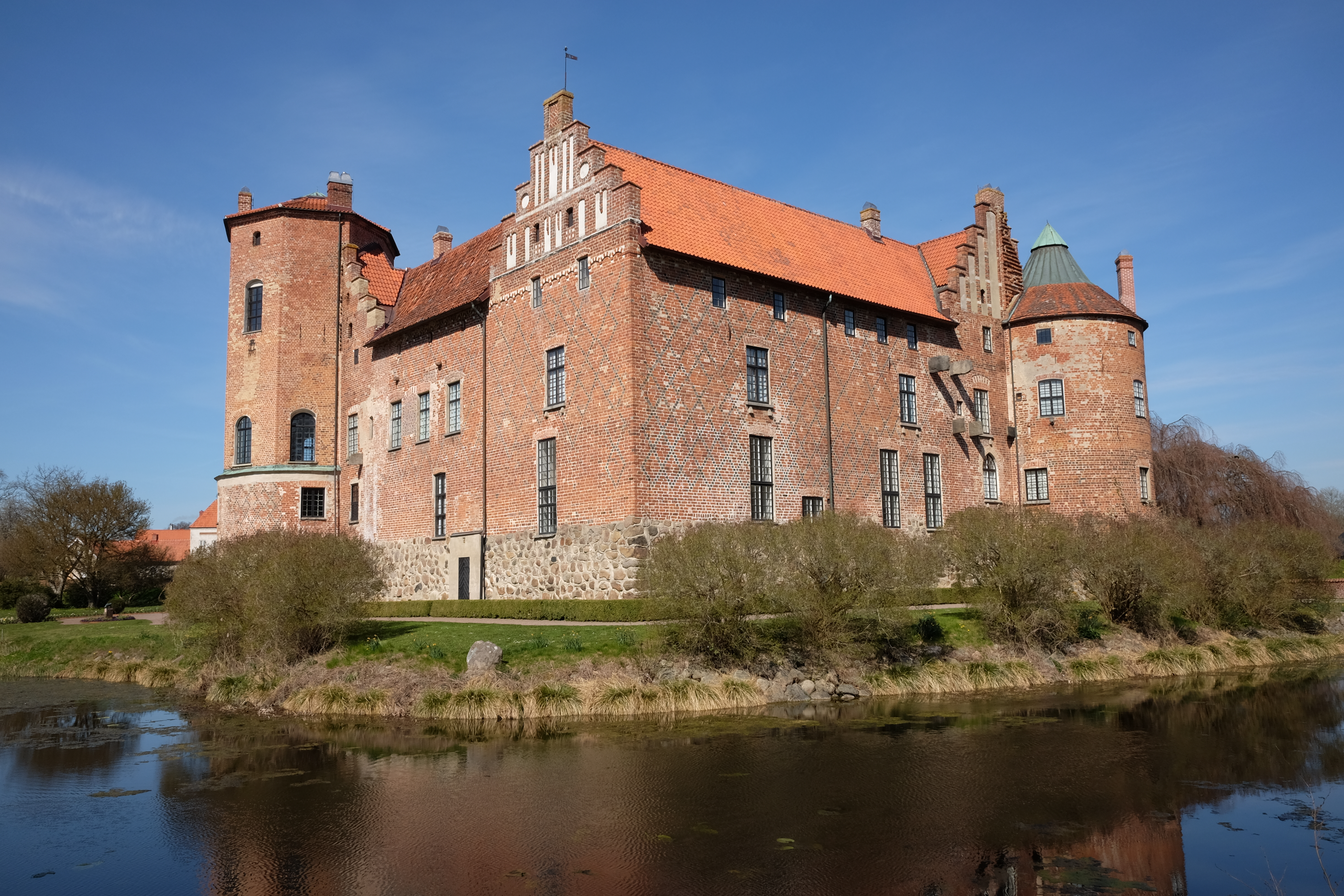
Вид замка с юго-западной стороны

В основании сооружения уложены огромные валуны. Верхняя часть построена из красного кирпича.
Замок представляет собой квадратный в основании комплекс, образованный четырьмя примыкающими друг к другу двухэтажными зданиями. Внутри они образуют небольшой двор. С северо-запада к ним пристроена высокая восьмиугольная башня. К юго-восточному углу примыкает меньшая по размерам круглая башня. Верхняя часть некоторых фасадов завершается архитектурным элементом Ступенчатый щипец. Башни и крылья жилых корпусов венчают черепичные крыши.
Главный вход расположен с северной стороны. В прежние времена замок был полностью окружён рвами, заполненными водой. Попасть внутрь можно было только по подъёмному мосту. Перед мостом ранее находились дополнительные фортификационные сооружения (форбург). В настоящее время северная часть рва засыпана землёй.
Вокруг замка разбит просторный парк. В основном он засажен буковыми деревьями. Общая площадь парка составляет 365 гектаров. Через него проложены пешеходные и велосипедные дорожки, а также специальные трассы для верховой езды. К востоку от аллеи ведущей от бывшего форбурга к главному комплексу построен фонтан.

## В массовой культуре
- Замок Торуп и имя баронессы Коайе звучат в песне популярного исполнителя Эдварда Перссона «Замок в Сконе и баронесса[швед.]».

## Галерея

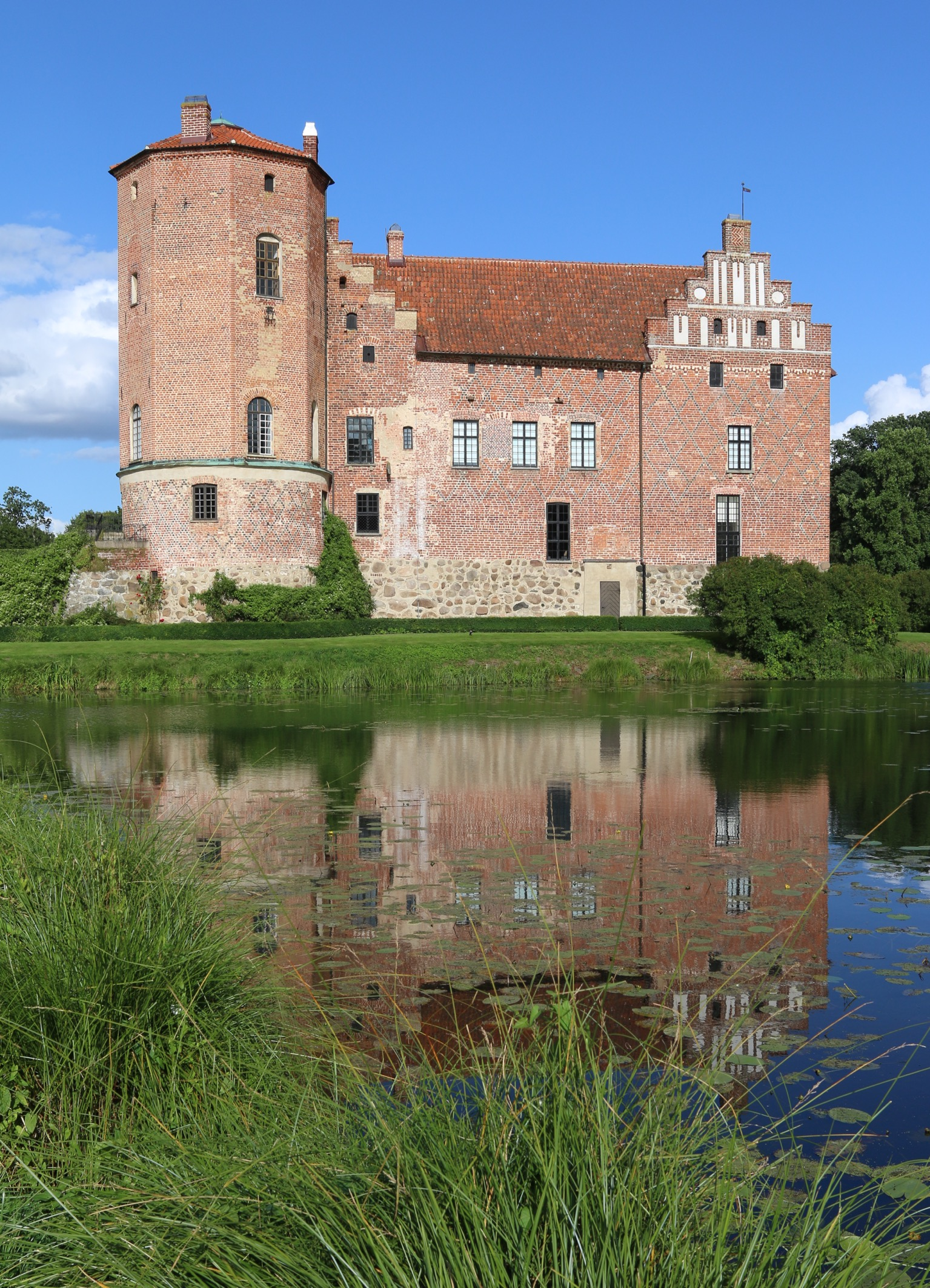
Вид замка с западной стороны
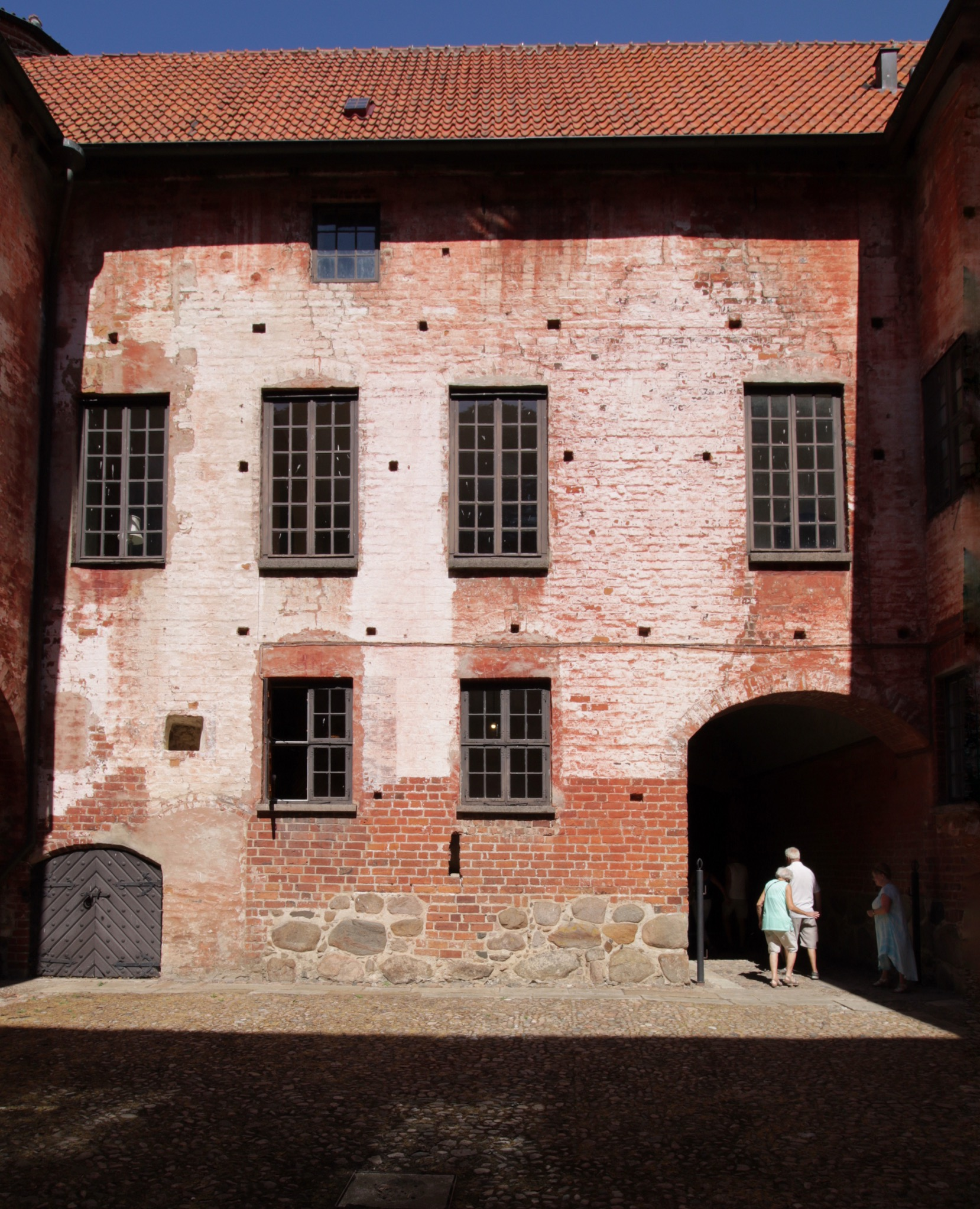
Внутренний двор комплекса
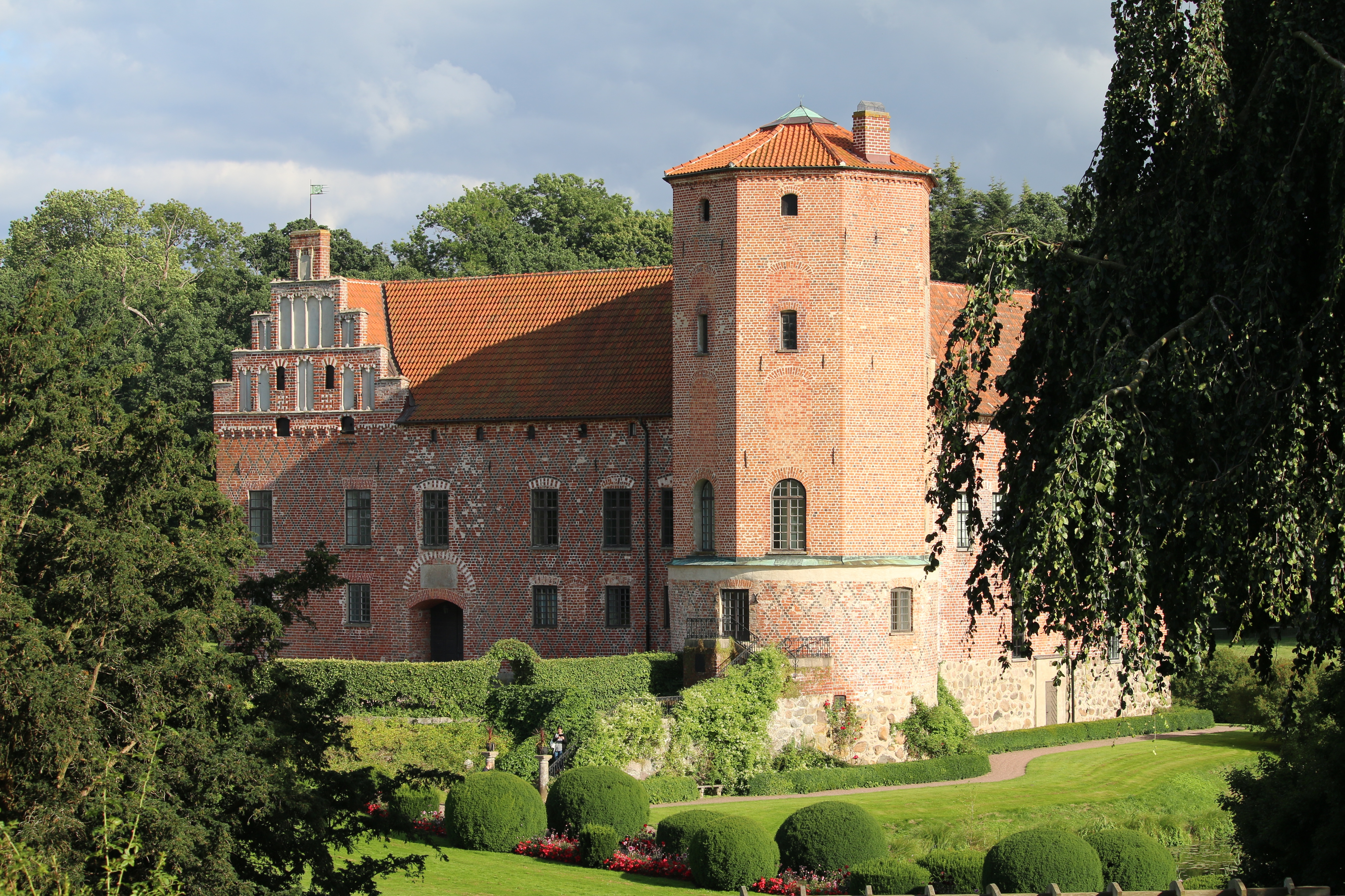
Главная башня замка
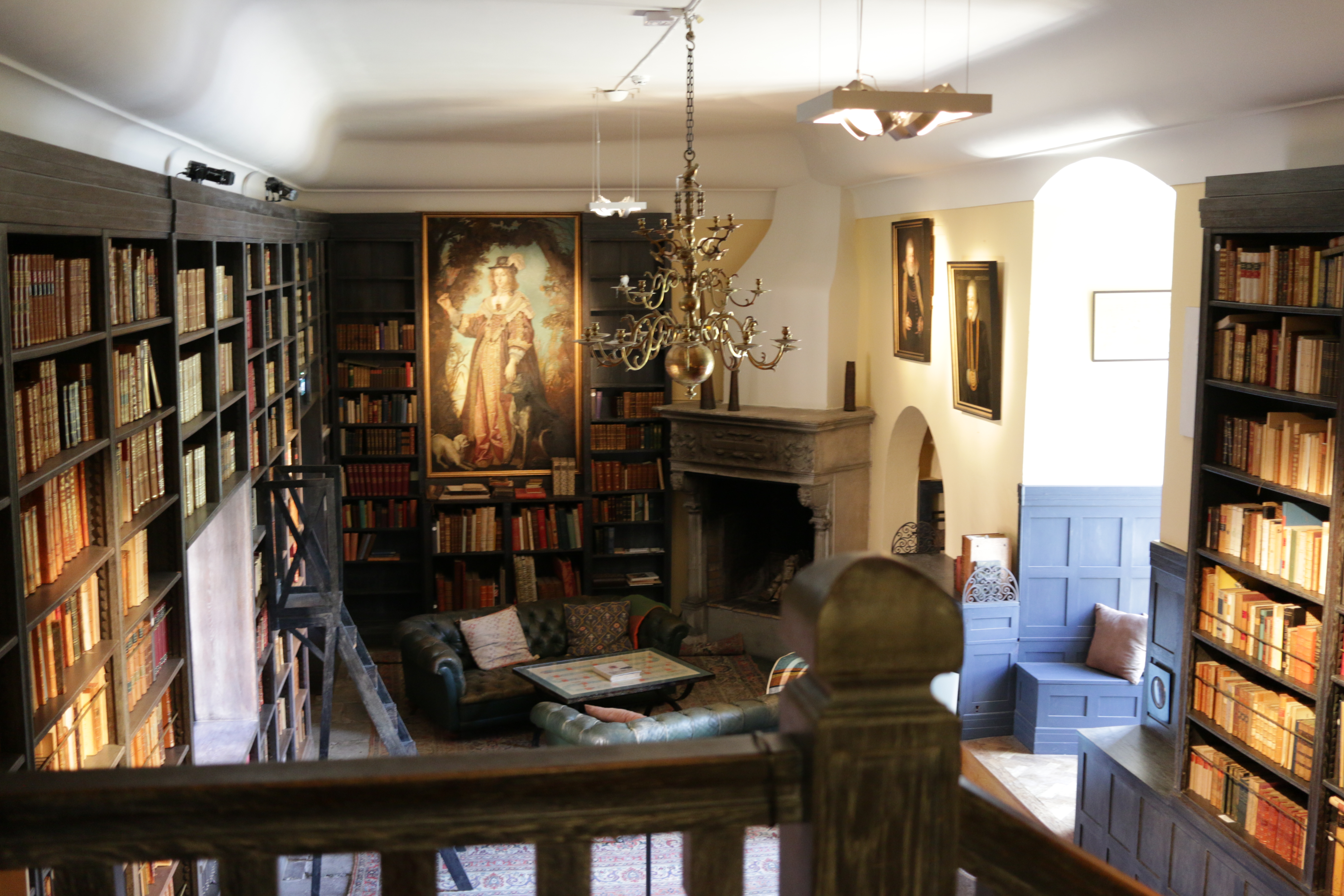
Замковая библиотека
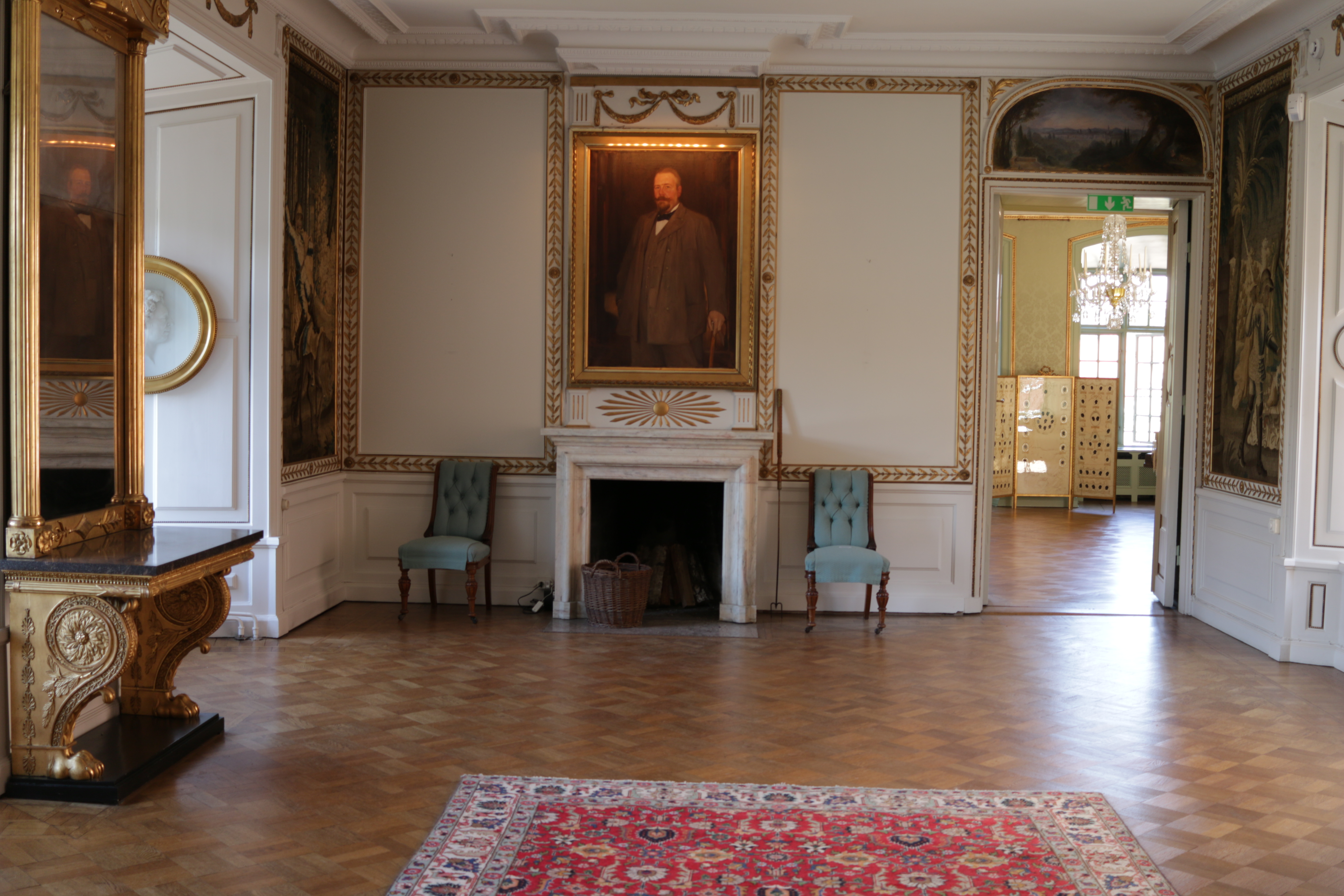
Одно из помещений внутри комплекса